# Hans Theys
Hans Theys (1963) is een Belgisch kunsthistoricus, schrijver en vormgever. Hij schreef en ontwierp meer dan honderd boeken over het werk van hedendaagse kunstenaars en publiceerde honderden essays, interviews en recensies in boeken, catalogi en tijdschriften. Al deze publicaties zijn gebaseerd op samenwerkingen of gesprekken met de kunstenaars in kwestie.
In de lente van 2021 verscheen zijn eerste roman De Genade bij Lebowski Publishers. In 2023 verscheen het vervolg Blauwe tomaten.